# August Geser
August Geser (25 luglio 1902 – Ginevra, 1981) è stato un calciatore svizzero, di ruolo centrocampista.

## Carriera

### Nazionale
Ha collezionato 9 presenze con la propria Nazionale.